# Microspirobolus tridens
Microspirobolus tridens är en mångfotingart som beskrevs av Chamberlin 1923. Microspirobolus tridens ingår i släktet Microspirobolus och familjen slitsdubbelfotingar. Inga underarter finns listade i Catalogue of Life.